# Liste der Fernstraßen in Gabun
Diese Liste zeigt die Straßen in Gabun auf. Es gibt drei Typen von Straßen, zum ersten die Nationalstraßen beginnend mit N, zum zweiten die Regionalstraßen beginnend mit einem R und zum dritten die Lokalstraßen beginnend mit L.

## Nationalstraßen
| Kurz | Name | Verlauf                                            | Länge  |
| ---- | ---- | -------------------------------------------------- | ------ |
|      | N1   | Libreville – Doussala – Grenze nach Republik Kongo | 545 km |
|      | N2   | Bifoum – Nkolmengboua – Grenze nach Kamerun        | 500 km |
|      | N3   | Afémbé – Franceville                               | 500 km |
|      | N4   | Viate – Lebango – Grenze nach Republik Kongo       | 470 km |
|      | N5   | Kougouleu – Bibasse                                | 350 km |
|      | N6   | Mayumba – Lastoursville                            | 500 km |

## Regionalstraßen
| Kurz | Name | Verlauf                                                 | Länge  |
| ---- | ---- | ------------------------------------------------------- | ------ |
|      | R10  | Nkan – Cocobeach                                        | 84 km  |
|      | R11  | Sam I – Doum                                            | 55 km  |
|      | R12  | Assok Ngomo – Éboman                                    | 82 km  |
|      | R14  | Koumameyong – Booué                                     | 40 km  |
|      | R15  | Makokou – Kellé I                                       | 410 km |
|      | R16  | Franceville – Djogo                                     | 130 km |
|      | R18  | Koulamoutou – Grand Village – Grenze zur Republik Kongo | 200 km |
|      | R19  | Lastoursville – Bomo Komo I                             | 130 km |
|      | R20  | Moukabou – Kanda                                        | 135 km |
|      | R21  | Mboungou – Tchibanga                                    | 120 km |
|      | R23  | Yambi – Sika                                            | 70 km  |
|      | R24  | Lastoursville – Lekoko – Grenze zur Republik Kongo      | 200 km |

## Lokalstraßen
Lokalstraßen werden mit L bezeichnet.